# Берґенд'і
Берґенд'і (угор. Bergendy) — угорський рок-гурт, який грав у стилі джаз, джаз-рок, рок-н-ролл.

## Історія
Гурт заснований 1958 братами Іштваном та Пиитером Берґенд'і як класичний джаз-бенд. Але 1970 Берґенд'і радикально змінив обличчя і перетворився на помітний рок-гурт Угорщини, який вдало поєднував стилістику прогресив-року, джазу та свінгу.
Слава гурту ніколи не сягала рівня Омеги чи Локомотиву, але посіла своє місце у рок-культурі країн «соціалістичного блоку», де, до речі, Берґенд'і регулярно гастролював.

## Дискографія
- 1971 Beat Ablak
- 1972 Bergendy
- 1973 Hétfő (2xLP)
- 1974 Ötödik sebesség
- 1974 °F.M.H.
- 1976 Fagypont fölött miénk a világ
- 1977 Jazz
- 1981 Aranyalbum — збірка творів, які виходили як сингли (12 творів)
- 1993 Aranyalbum (CD)
- 1995 Mesél a Pesti Broadway — Magyar hangosfilm-slágerek
- 2001 Tánciskola